# Iron Dome
Iron Dome (hebräisch כיפת ברזל Kipat Barzel; deutsch Eiserne Kuppel, auch Eisenkuppel) ist ein mobiles bodengestütztes System zur Abwehr von Raketen, Artillerie- und Mörsergranaten, das von Rafael Advanced Defense Systems Ltd. und Israel Aerospace Industries zum Schutze Israels entwickelt wurde und dort neben David’s Sling und Arrow zur Flugabwehr eingesetzt wird.
Während Iron Dome gegen feindliche Raketen und Mörsergranaten aus kürzester Reichweite schützt, sind David’s Sling und Arrow auf die Abwehr von Lang- und Mittelstreckenraketen ausgelegt.

## Entwicklung und Finanzierung

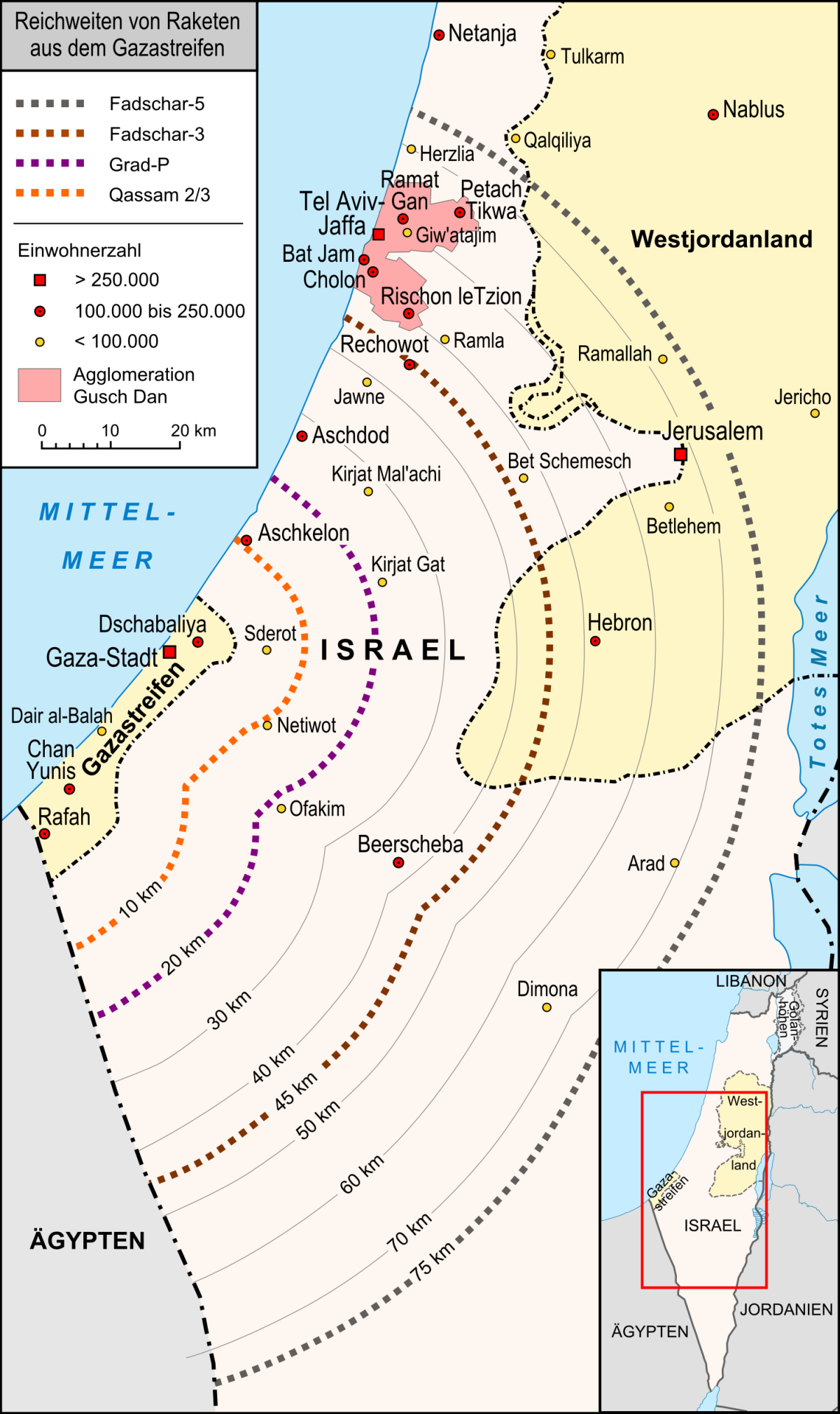
Reichweiten von Raketen aus dem Gazastreifen

Die zunehmende Bedrohung Israels durch feindliche Raketen, vor allem durch Qassam-Kurzstreckenraketen der Hamas aus dem Gazastreifen, durch Katjuscha-Kurzstreckenraketen der Hisbollah aus dem Südlibanon und durch iranische Mittelstreckenraketen, führte zur Entwicklung verschiedener Abwehrsysteme.
Nach Angaben von Rafael soll das Iron Dome in der Lage sein, sowohl Kurzstreckenraketen als auch 155-mm-Artilleriegranaten unabhängig von Tageszeit und Wetter abzuwehren; dabei können mehrere Ziele gleichzeitig bekämpft werden.
Im Februar 2007 wählte der israelische Verteidigungsminister Amir Peretz das System als Raketenabwehrsystem der Israelischen Verteidigungsstreitkräfte gegen Kurzstreckenraketen aus. Die Gesamtkosten sollen sich auf 1,5 Milliarden Schekel (ca. 375 Millionen US-Dollar) belaufen, die Kosten pro Abfangrakete auf 35.000 bis 50.000 US-Dollar. Da normalerweise auf jedes Ziel zwei Abfangraketen gleichzeitig abgefeuert werden, liegen die Kosten pro Abfangversuch bei bis zu 100.000 US-Dollar; damit gilt Iron Dome als vergleichsweise kostengünstige Lösung. Die Kosten und die Entwicklungszeit konnten reduziert werden, indem auf bereits vorhandene Komponenten des SPYDER-Flugabwehrsystems zurückgegriffen wurde. Zudem unterstützten die USA die Entwicklung und Beschaffung 2011 mit 205 Millionen US-Dollar. Im August 2012 erfolgte eine weitere Unterstützung der USA in Höhe von 70 Millionen US-Dollar.
Am 7. Juli 2008 wurde der erste erfolgreiche Test durchgeführt. Am 19. Juli 2010 meldeten die israelischen Streitkräfte das System als einsatzbereit, die ersten beiden Batterien wurden im November 2010 bei Sderot an der Grenze zum Gazastreifen stationiert. Im März 2011 folgte die Stationierung in Beʾer Scheva und nahe Aschqelon.

Bis Juli 2014 wurden neun Einheiten in Dienst gestellt, davon sind derzeit vier rund um den Gazastreifen stationiert. Israel plant, den Bestand in den nächsten Jahren auf insgesamt 15 Systeme auszubauen.
Stand 2019 besaß die United States Army zwei Systeme und wollte bei Bedarf weitere Einheiten bestellen. Angesichts des Terrorangriffs der Hamas im Oktober 2023 beschlossen die USA am 19. Oktober 2023 diese zwei Systeme an Israel zurück zu verleihen.
Gemäß Angaben des Herstellers Rafael wurden mit Iron Dome bis Ende 2020 über 2500 Ziele bekämpft und dabei eine Treffererwartung von annähernd 90 % erreicht. Daten aus anderen Einsätzen weisen auf eine deutlich niedrigere Trefferquote hin (vgl. Absatz „Einsatz“ weiter unten).

## Technik

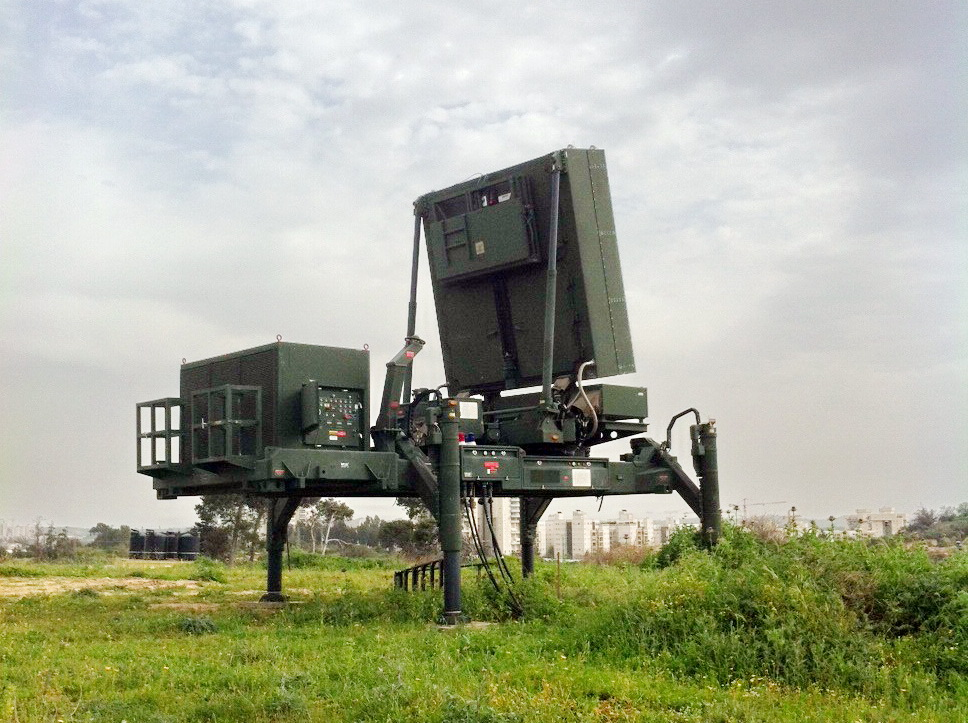
Radarsystem von Iron Dome

Ein System besteht aus einem EL/M-2084-Multi-Mode-Radar (MMR), einem Kontrollzentrum (BMC) und bis zu vier Starteinheiten (MFU) für je 20 Abfangraketen. Das Radar von IAI Elta Systems erkennt den Start einer gegnerischen Rakete, berechnet deren Flugbahn und übermittelt diese Informationen an das Kontrollzentrum, das damit den Einschlagpunkt der Rakete bestimmt. Das System arbeitet vollautomatisch und berücksichtigt je nach Programmierung die nach Koordinaten festgelegten Schutzzonen. Sofern der Zielpunkt in eine der Schutzzonen fällt und daher die Kosten einer Abfangmaßnahme rechtfertigt, werden nach manueller Bestätigung eine oder mehrere Abfangraketen gestartet.
Die Abfangrakete basiert auf der Luft-Luft-Rakete Derby und trägt den Namen Tamir. Sie ist mit einem Radarsuchkopf und einem Steuerleitwerk ausgerüstet, das ihr eine hohe Manövrierfähigkeit verleiht. Eine Iron-Dome-Batterie kann ein Gebiet von 150 km² (ein Kreis mit rund 7 km Radius) gegen Raketen- und Artillerieangriffe verteidigen und dabei bis zu sechs anfliegende Objekte gleichzeitig erfassen. Der mobile Aufbau des Abwehrsystems erlaubt ein rasches Verlegen in andere Regionen des Landes und ist allwettertauglich. Das Kontrollzentrum einschließlich der Gefechtstandssoftware wurde von dem israelischen Unternehmen MPrest Systems für Rafael entwickelt. Zukünftige Systeme sollen auch die gleichzeitige Erfassung mehrerer Raketen aus zwei verschiedenen Richtungen und eine Erweiterung der Abfangdistanz vorsehen.

## Einsatz
Das Raketenabwehrsystem wurde am 26. März 2011 nördlich von Be’er Scheva erstmals in Betrieb genommen. Am 7. April 2011 wurde es erstmals erfolgreich eingesetzt, als es eine aus dem Gazastreifen abgefeuerte Grad-Rakete abschoss. An diesem und darauffolgenden Tagen konnten insgesamt acht Grad-Raketen und eine Kassam-Rakete abgefangen werden. Die Trefferquote lag dabei nach Angaben eines Armeesprechers bei nahezu 100 Prozent. Bei einer Eskalation im März 2012 wurden in den ersten drei Tagen 110 Raketen aus dem Gazastreifen auf den Süden Israels abgefeuert. Über 30 davon wurden abgefangen.
Auch im Juli 2014 wurden zahlreiche Raketen aus dem Gazastreifen durch Iron Dome abgefangen. Bis zum 1. August 2014 wurden laut IDF 2968 Raketen auf Israel abgefeuert, davon wurden insgesamt 547 durch Iron Dome abgefangen. Im Israel-Gaza-Konflikt 2021 wurden in der ersten Woche laut Spiegel Online mehr als 3000 Raketen aus dem Gazastreifen auf Israel abgefeuert, wobei 450 Raketen im Gazastreifen selbst niedergingen und 1150 Raketen durch Iron Dome abgefangen wurden. Der Rest der nicht abgefangenen Raketen ging auf dem offenem Feld nieder. Ein nicht unbedeutender Vorteil ist, dass das Iron-Dome-System erkennt, wo der Abschussort der gegnerischen Rakete ist.

### Operation Wolkensäule
Während der Operation Wolkensäule im November 2012 hatte Iron Dome eine enorme Bedeutung: US-amerikanische Sicherheitsexperten gaben an, dass ohne das Raketenabwehrsystem Israel wahrscheinlich direkt in der ersten Woche der Operation in den Gazastreifen einmarschiert wäre. Die fünfte Iron-Dome-Batterie wurde noch während der ersten Tage der Operation in der Nähe von Tel Aviv in Betrieb genommen. Das gesamte System fing während der Operation 421 aus dem Gazastreifen abgefeuerte Artillerieraketen verschiedener Typen, wie die Fadschr-5 (Kassam M-75), ab. Dies entsprach nach Angaben des israelischen Militärs einer Abfangquote von 84 %. Untersuchungen aus dem Jahr 2013 behaupten aber, dass die Trefferquote viel geringer sein könnte. Einer MIT-Studie zufolge hat Iron Dome bislang nur 5 % der angreifenden Gefechtsköpfe zerstören können.
Am 15. November 2012 kam es zu einem Ausfall des Iron Dome, bei dem durch den Raketenbeschuss aus dem Gazastreifen in Kirjat Mal’achi drei Menschen ums Leben kamen. Am 21. November 2012 einigten sich die Hamas und Israel auf eine Waffenruhe. US-Präsident Obama sagte daraufhin erneute Hilfe bei dem Ausbau von Iron Dome zu.

### Angriffe der Hamas im Mai 2021

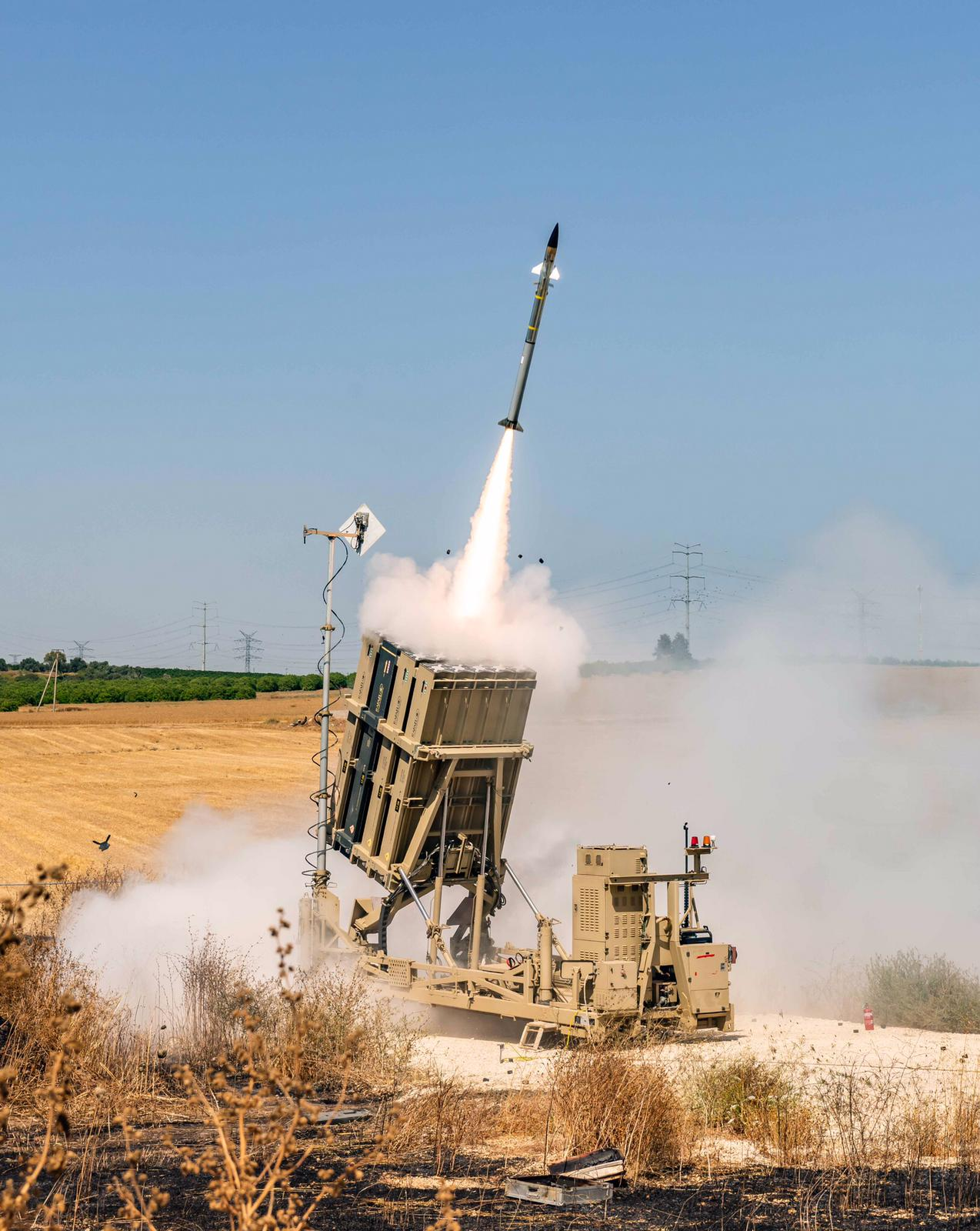
Operation Guardian of the Walls, Mai 2021

Die Hamas hat laut israelischer Zählung zwischen dem 10. und dem 20. Mai 2021 rund 4340 Kassam-Raketen und Ajjasch-250-Raketen während des Israel-Gaza-Konflikts 2021 („Operation Guardian of the Walls“) aus Gaza auf Israel abgefeuert. 460 davon hätten die Grenze zu Israel nicht überschritten und seien noch im Gazastreifen niedergegangen, teilte das Militär mit. Das Raketenabwehrsystem „Iron Dome“ habe eine Abfangquote von etwa 90 Prozent. Zum Vergleich: Während des Gaza-Kriegs 2014 wurden binnen 51 Tagen insgesamt 4481 Raketen auf Israel abgefeuert.

### Angriffe der Hamas im Oktober 2023
Seit Beginn des Terrorangriffs der Hamas auf Israel 2023 wurden im Oktober 2023 rund 8000 Raketen auf Israel abgefeuert. Das war der größte Raketenangriff auf Israel in den vergangenen Jahren. Bei dem Terrorangriff der Hamas auf Israel am 7. Oktober 2023 wurden innerhalb von Stunden insgesamt mehr als 3000 Raketen aus dem Gazastreifen auf israelisches Staatsgebiet abgefeuert. Vorzeitig soll das Raketenabwehrsystem Iron Beam, das sich in der Erprobung befindet, nunmehr zusätzlich eingesetzt werden. Laut dem US-amerikanischen Politikmagazin The National Interest kostet ein Schuss vergleichsweise günstige 200 Dollar, während die Kosten für eine Abfangaktion mit Raketen (Iron Dome) zwischen 15.000 und 20.000 Dollar liegen. Zudem sei eine unbegrenzte Anzahl an Abschüssen möglich, ohne dass zeitaufwendig nachgeladen werden muss.  Da die Produktion der Raketen massiv gesteigert wurde, ist auch der Stückpreis dementsprechend gesunken.

## Verbreitung
- Israel – Stand 2019 befinden sich 10 Batterien mit rund 30 Systemen im Einsatz.[39]
- Vereinigte Staaten – 2 Batterien mit 12 Starteinheiten und 480 Abfanglenkwaffen.[40][41] (werden Stand 19. Oktober 2023 an Israel zurück verliehen)